# Heinlaid
Heinlaid ist eine estnische Ostsee-Insel. Sie befindet sich südöstlich der Insel Hiiumaa, etwa fünf Kilometer vom Hafen Heltermaa (Gemeinde Hiiumaa) entfernt.
Heinlaid wurde erstmals 1620 als Hainalaidsholm urkundlich erwähnt. Die unbewohnte Insel ist 1,62 km² groß. Sie wurde in der Geschichte vielfach als Weideland für Schafe und Rinder genutzt. Heute ist sie an vielen Stellen bewaldet.